# نادي التضامن (السعودية)
نادي النصر السعودي هو أحد أندية الدرجة الثالثة بمنطقة الحدود الشمالية، تأسس عام 1396 هـ في محافظة رفحاء.